# 스위프트 감마선 폭발 임무

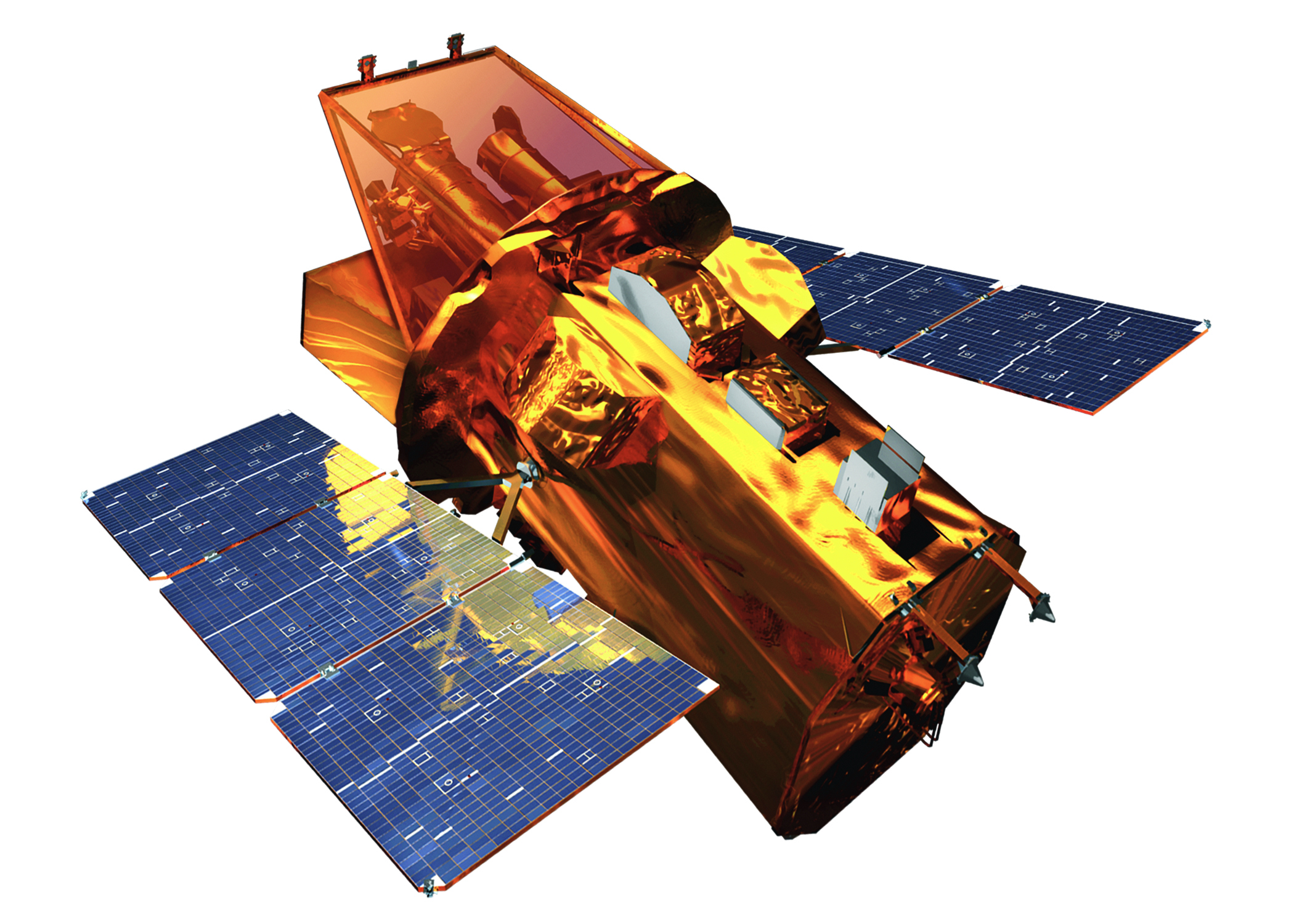
NASA의 스위프트 우주선

스위프트 감마선 폭발 임무(Swift Gamma-Ray Burst Mission)는 2004년 11월 20일 17시 16분(협정 세계시 기준) 델타 II 로켓으로 발사된 무인 우주선 "스위프트 호"(Swift)를 동원한 우주 임무이다. NASA 고다드 우주비행센터의 닐 게렐스가 주도한 이 임무는 고다드와 미국, 영국, 이탈리아 사이의 공동 협력에 의해 진행되었다. NASA의 매질탐사프로그램(MIDEX)의 일환으로 펜실베이니아 주립 대학교에서 임무 지시가 이루어졌다.
스위프트 호는 감마선폭발(GRB) 연구에 특화된 다대역 우주망원경으로, GRB 발생 이후 관측되는 감마선, 엑스선, 자외선, 가시광선 대역의 잔광을 함께 포착할 수 있는 장비 3개가 탑재되었다. 각 장비의 감지기가 전천을 연속적으로 스캔하다가 GRB 후보가 발견되면 자동적으로 그 방향으로 선회하게 되어 있다. "스위프트"라는 이름은 임무명의 이니셜 약자가 아니고 칼새라는 뜻으로서 우주망원경의 선회능력을 일컬어 붙여진 이름이다.

## 같이 보기
- 감마선 폭발 목록